# 维里莉斯

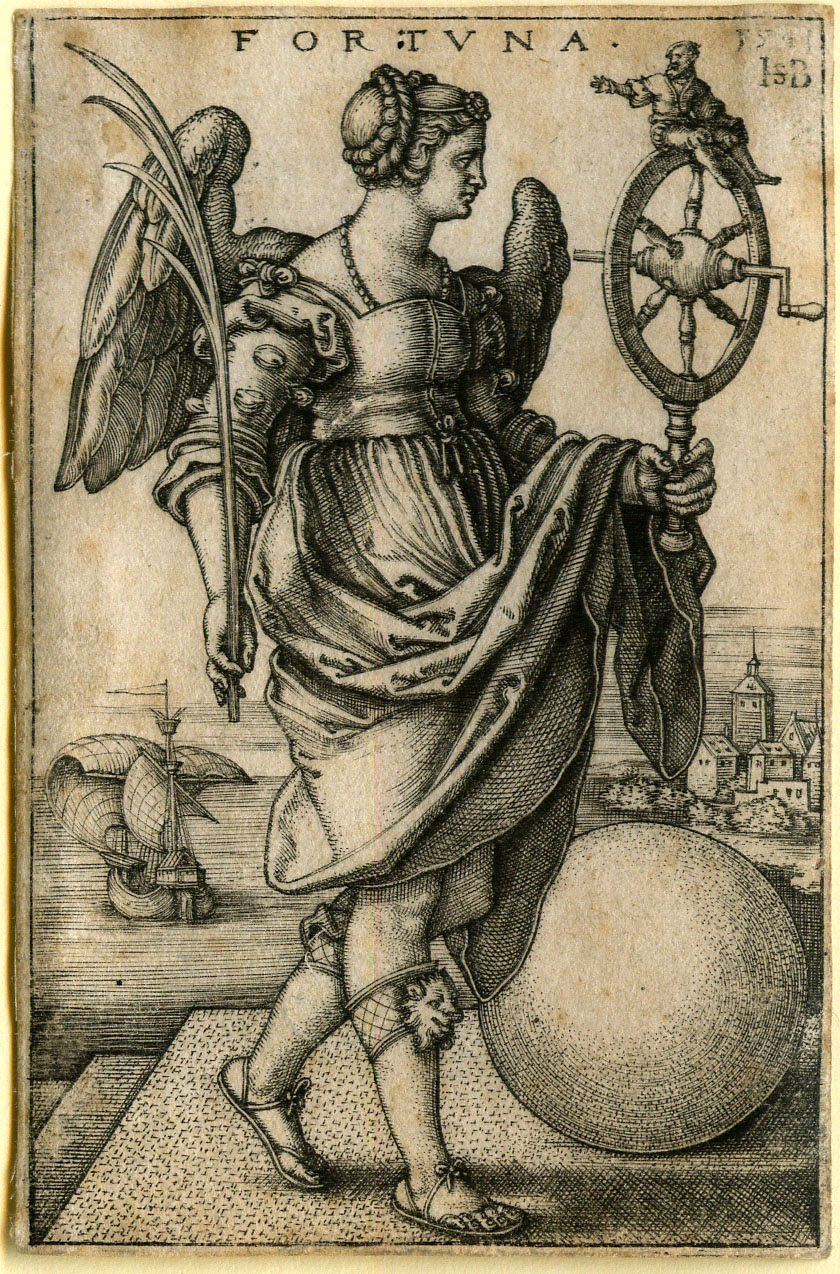
贝哈姆,(汉斯)泽巴尔德 (1500年-1550年):福尔图娜.雕刻,代表运气的寓言人物,1541年

维里莉斯，罗马宗教中财富和人格化幸运的女神-福尔图娜称号之一。负责命运之轮，并决定人的命运，还是英语“财富、富有、幸运”的词源，并被当作希腊神话中“堤喀”。

## 崇拜
福尔图娜一词源自Ferre，意为“多产”、“增殖”。因此、她最初并非幸福女神，而是丰收女神、母亲、妇女的保护神。她作为果实女神受到果农的崇拜。她的节日在6月11日，与司丰产和生儿育女的玛图塔圣母的节日在同一天，未婚妻们把自己的衣服献给“少女的福尔图娜，感谢她使科里俄拉诺斯饶恕了罗马城。她还特别保护只结了一次婚的女人。在奥维德的《岁时记》中和普卢塔克的著作中，都说是国王塞耳维乌斯·图利乌斯把对福尔图娜的崇拜引进了罗马。因为由于福尔图娜对他特别青睐，使他这个女奴之子做了国王。他为女神修建了几处圣殿。后来大概是在普赖斯忒把她作为送子娘娘加以崇拜的影响下，福尔图娜才逐惭成为了幸福和机运、成功女神。随着社会的发展，对福尔图娜的崇拜分化，出现了带有各种别名的福尔图娜。
她手握操纵命运的车轮，有时站在象征祸福无常的球体和车轮上，蒙着双目。她时常出现在钱币、印章、辟邪物和各种艺术品上。

## 参阅资料
1. ↑  《世界神话辞典》：第964页，辽宁人民出版社
2. ↑  奥维德：《岁时记》

## 关联项目
- 卡尔·奥尔夫创作的世俗清唱剧-布兰诗歌。
- 福尔图娜(香烟)-阿尔塔盘公司生产的香烟，主要市场在西班牙。